# Paracaleana brockmanii
Paracaleana brockmanii är en orkidéart som beskrevs av Stephen Donald Hopper och Andrew Phillip Brown. Paracaleana brockmanii ingår i släktet Paracaleana och familjen orkidéer. Inga underarter finns listade i Catalogue of Life.